# Noriaki Sanenobu
Noriaki Sanenobu (japanisch 実信 憲明 Sanenobu Noriaki; * 7. Mai 1980 in Hiroshima) ist ein ehemaliger japanischer Fußballspieler.

## Karriere
Sanenobu erlernte das Fußballspielen in der Schulmannschaft der Numata High School und der Universitätsmannschaft der Landwirtschaftsuniversität Tokio. Seinen ersten Vertrag unterschrieb er 2003 beim SC Tottori (heute: Gainare Tottori). Der Verein spielte in der dritthöchsten Liga des Landes, der Japan Football League. 2010 wurde er mit dem Verein Meister der Japan Football League und stieg in die J2 League auf. 2014 wechselte er zu Matsue City FC. Ende 2017 beendete er seine Karriere als Fußballspieler.